# Большая байкальская тропа
Больша́я Байка́льская тропа́ (ББТ) — проект по созданию системы туристских троп вокруг озера Байкал и в Байкальском регионе. Планируемая длина — 1800 км.
Миссия Большой Байкальской Тропы — содействие устойчивому развитию экотуризма в регионе озера Байкал. Их миссия заключается в достижении общей цели – сохранении и защите окружающей среды посредством повышения осведомленности об экологических проблемах.

## История
Идея создания Кругобайкальской  Тропы возникла в 1970-х годах, и была описана в статьях зоолога, писателя, редактора журнала «Охота и охотничье хозяйство» О. К. Гусева и иркутского писателя, журналиста и краеведа В. П. Брянского. Реализация идеи началась в 1997 году в рамках проекта «Bed and Breakfast and Baikal» (в рамках проекта ROLL Агентства США по международному развитию).  Практическое строительство первых участков троп началось в 2003 году силами добровольцев из разных стран.
В феврале 2004 года трое молодых людей были отправлены на обучение в организацию EarthCorps в Сиэтле, США, чтобы получить навыки строительства троп и управления волонтерами. Они вернулись как раз к сезону 2004 года с ББТ. С ними приехали два квалифицированных специалиста EarthCorp, которые в течение трёх месяцев помогали в работе над 15 проектами. 2004 год стал знаменательным: Rotary International «приняла» на себя прокладку 62 миль дорог, а компания Baikal Plan в Германии присоединилась к GBT, отправив 100 добровольцев для помощи в строительстве дорог. Также в 2004 году ББТ был зарегистрирован как некоммерческая организация, что позволило ему подавать заявки на гранты. Так она стала межрегиональной общественной организацией «Большая Байкальская Тропа».

## Действующие маршруты
Создание ББТ не завершено, но уже действуют несколько маршрутов: Листвянка-Большие Коты и часть горного массива Хамар-Дабан. Тропа соединит три национальных парка и три заповедника. Ежегодно в летнее время на различных участках производятся работы по строительству новых участков ББТ и объектов на ней.

## Расположение троп и их протяженность
- г. Слюдянка - река Слюдянка – пик Черского: 25 км
- Река Бабха: 12 км
- Река Солзан: 10 км
- Река Лангатуй (Игумновский тракт): 45 км
- Поселок Выдрино – оз. Соболиное: 18 км
- Река Мамай: 8 км
- Поселок Танхой – р. Осиновка: 8 км
- Поселок Монахово – бухта Змеиная: 15 км
- Местность Глинка – г. 1621 м – Глинка: 10 км
- Поселок Баргузин – река Большой Чивыркуй: 54 км
- Река Шумилиха: 12 км
- Река Южный Биракан: 8 км
- Бухта Аяя – оз. Фролиха: 8 км
- Бухта Аяя – бухта Хакусы: 12 км
- Тропа вдоль острова Ярки: 15 км
- Озера Слюдянские – село Байкальское: 16 км
- Село Байкальское – мыс Котельниковский: 40 км
- Бухта Заворотная – карьер: 7 км
- Метеостанция Солнечная – перевал Солнце Падь: 10 км
- Местность Харгино – бухта Песчаная: 9 км
- Село Большое Голоустное – Бухта Песчаная: 40 км
- Село Большие Коты – село Большое Голоустное: 16 км
- Поселок Листвянка - село Большые Коты: 30 км
- Река Большая Крутая – оз. Байкал: 12 км
- Ост. Темная Падь – поселок Старая Ангасолка: 5 км

Указанные тропы находятся в пределах Центральной экологической зоны Байкальской природной территории и являются наиболее популярными среди туристов.

## Галерея

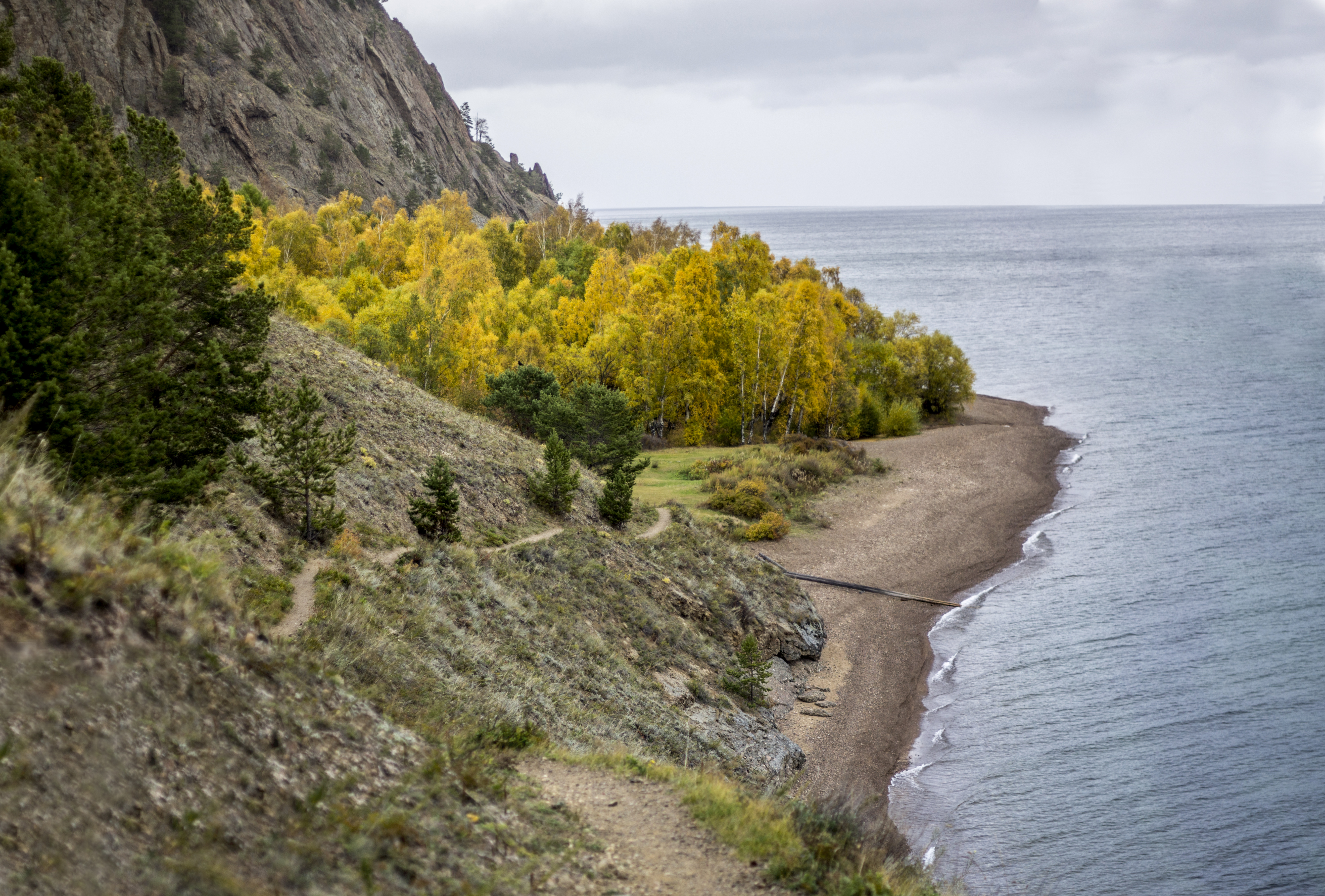
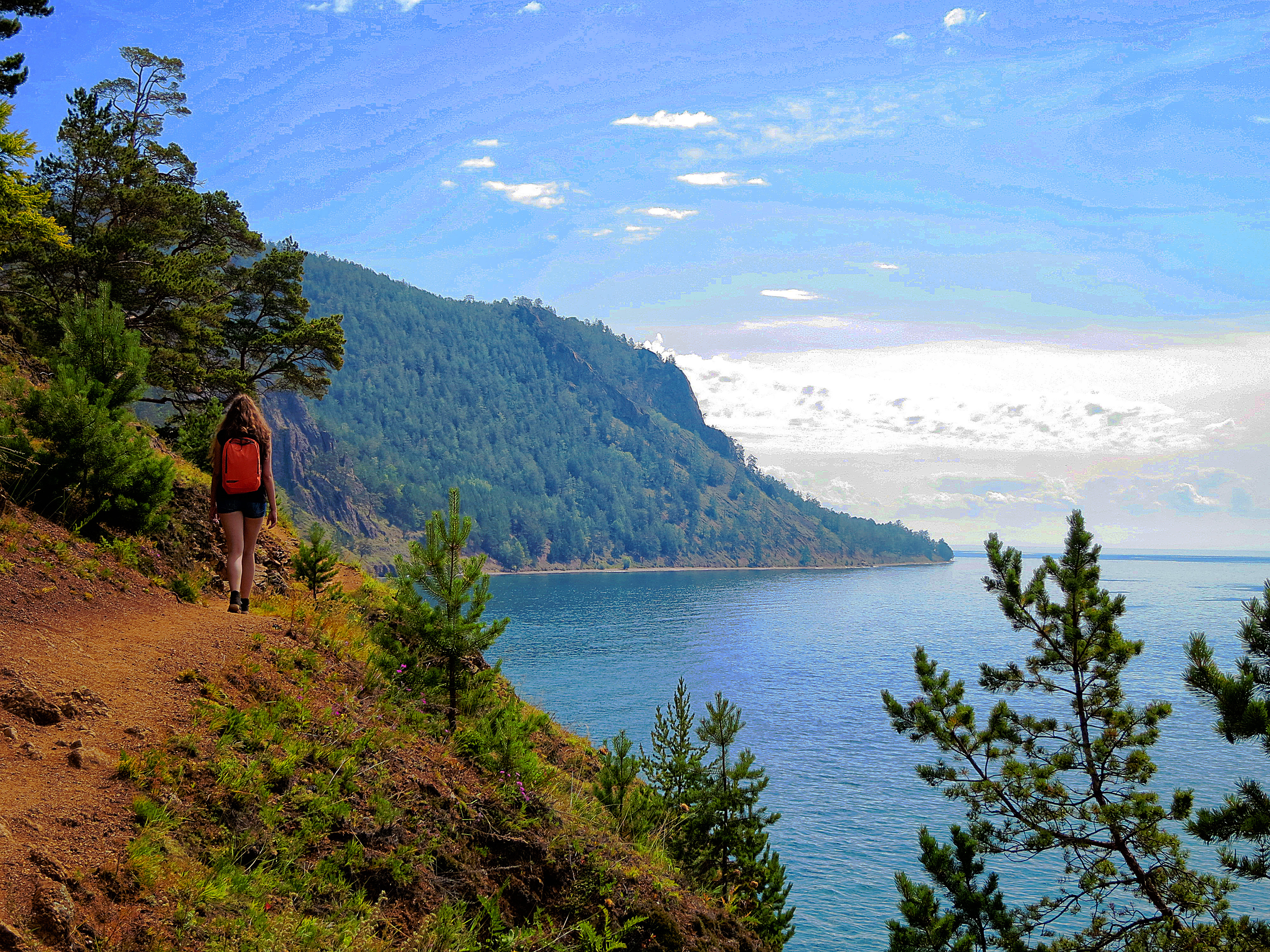
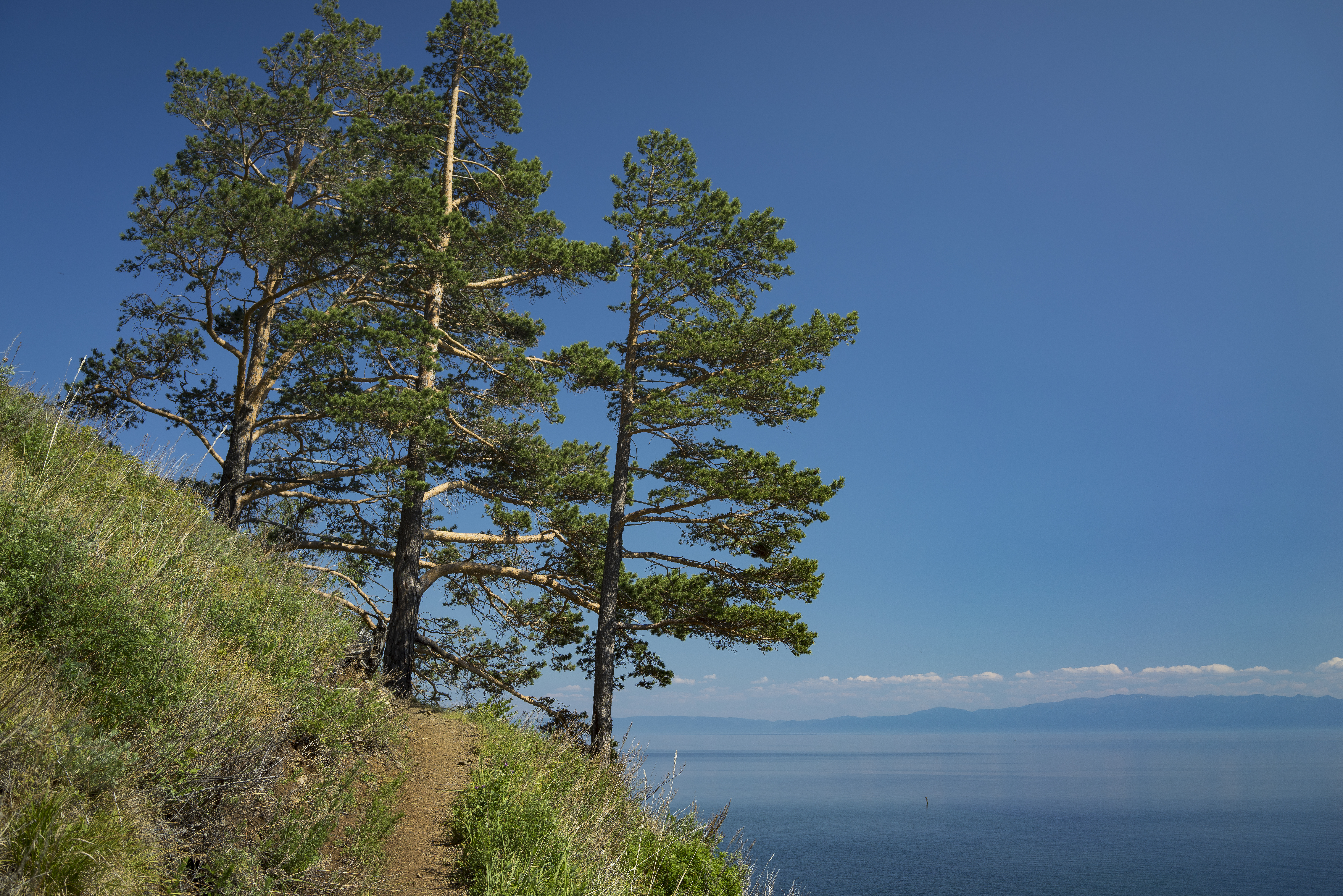
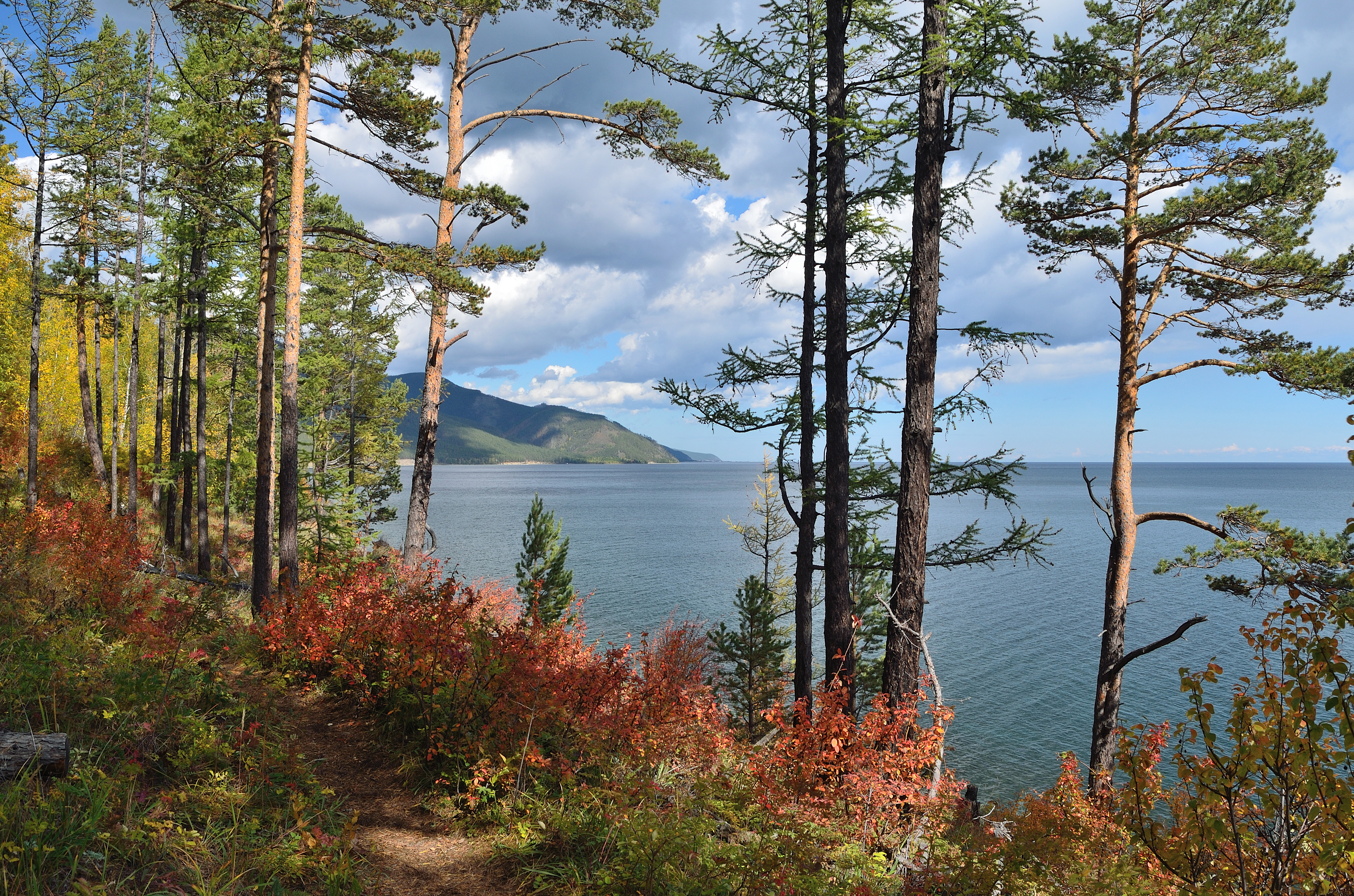